# 川之江代官所
川之江代官所（かわのえだいかんしょ）は、江戸時代に伊予国の幕府領支配のために、宇摩郡川之江村（現在の愛媛県四国中央市川之江）に置かれた代官所。設置期間のほとんどの時期、伊予国の幕府領は伊予松山藩の預かり地であり、松山藩から派遣された役人が執務した。住友家が経営する別子銅山は、川之江代官所の管轄地域に所在した。

## 歴史

### 川之江藩領の収公
寛永19年（1642年）、一柳直家は父（西条藩主一柳直盛）の遺領から伊予国宇摩郡・周布郡に1万8600石を与えられ、播磨国加東郡の分領1万石と合わせて2万8600石の領主となり、宇摩郡川之江村内の神ノ木（現在の四国中央市川之江町）に陣屋を置いた（川之江藩）。しかし寛永19年（1642年）に直家が急死すると、養子手続きの不備（末期養子）のために伊予国内の知行地1万8600石は江戸幕府によって召し上げられた（一柳家は播磨国小野藩1万石の大名として存続する）。
川之江一帯の幕府領には幕府代官が置かれず、伊予松山藩（藩主松平定行）の預かり地とされた（松山藩側の記録では、寛永20年（1643年）に1万8900石余を預かったと記録している）。伊予松山藩は、旧一柳家の陣屋跡を代官所とし、頭取1人、代官1人、手附4人、手代6人を派遣し、年貢米の徴収・回送業務を中心とする預かり地支配業務を行った。なお川之江は、水陸交通に恵まれた土地であり、陣屋町は繁栄していたという。
延宝5年（1677年）、松山藩が宇摩郡の預かり地1万3500石余を幕府に返上したと記録がある。背景として、幕府が幕府領支配の大名依存を改め、有能な官吏を任命して年貢収納に当たらせる方針があったとみられる。以後、享保5年（1720年）まで44年間は幕府の直接支配となり、大坂代官所の管轄として官吏が川之江に在勤したと考えられている。
元禄11年（1698年）には、今治藩が関東地方に保有していた5000石の領地の替地として、宇摩郡内の幕府領18か村が与えられた。今治藩は三島村（四国中央市三島中央）に三島陣屋を置き、飛地領の支配を行った。

### 別子銅山と川之江代官所
宇摩郡南部の別子山には別子銅山が存在する。別子銅山は元禄初年に発見され、元禄4年（1691年）に泉屋（住友家・4代目住友吉左衛門）によって開坑された（銅山の歴史の上では「旧別子」と呼ばれる地域で、銅山越南側の「嶺南上部」地区にあたる）。泉屋の請負期間は当初5年間であったが、勘定奉行荻原重秀の後援のもと、永代稼行が認められた。
別子山と峠（銅山越）の反対側に位置する西条藩領新居郡立川山には、寛永年間にすでに開かれていた立川銅山があり、両者は同じ鉱脈であるために紛争が生じた。西条藩と幕府領の領分争いの性格を持つ紛争は幕府評定所に持ち込まれ、3年越しの吟味の結果、境界紛争は元禄10年（1697年）に別子の勝利となった。
産銅は初期には天満浦（四国中央市土居町天満）まで運ばれて荷積みされていたが、出銅運搬路の問題などで住友・幕府・西条藩の折衝が重ねられることとなった。元禄15年（1702年）、別子山から立川山を経由して新居浜浦（西条藩領）への運搬路が認められた。
元禄16年（1703年）には宇摩郡八日市陣屋（四国中央市土居町津根）で5000石を知行していた一柳直増を播磨国に移し、知行地を収公した。これには運搬路・薪炭補給地を確保する目的があった。宝永元年（1704年）には、立川銅山一帯から新居浜浦への通路にあたる地域は、薪炭資源・運搬用地として必要であるとして、西条藩との交渉の上で幕府領に移された（新居浜浦自体は西条藩領）。替地として宇摩郡の平地の村（石高では、幕府側に移された村の2倍以上）が西条藩に移された。

### 再び松山藩預かり
享保6年（1721年）、享保の改革の一環として、当地の代官支配が改められ、再び伊予松山藩（藩主松平定英）の預かり所となった。
延享4年（1747年）、立川銅山を請け負っていたのは大坂屋久左衛門は、経営難のため住友家に経営委譲交渉を始めた。住友と大坂屋は松山藩に願い出、幕府に願書を提出するに至ったが、これに対して西条藩領新居郡の数か村からは、住友の「一手稼ぎ」になると国領川の汚染が進み田畑に被害が出る恐れがあると、反対する陳情が寄せられた。住友の一手稼ぎによる効率化・産銅増加を望む幕府は、松山藩に西条藩とともに農民の説得に当たり円満解決をするよう指示を行っている。寛延2年（1749年）、別子銅山は立川銅山を併合した。

### 明治維新期
慶応4年/明治元年（1868年）、新政府による徳川慶喜追討令が出されると、川田小一郎率いる土佐藩（高知藩）兵が伊予国に越境し、宇摩・新居・桑村・越智4郡の幕府領49か村を占領した。別子銅山も土佐藩により封鎖されたが、住友の別子銅山総支配人広瀬宰平が川田と川之江で会見して住友家による事業継続を要請し、新政府もこれを認めたことで、封鎖が解かれることになった。
明治4年（1871年）1月、高知藩支配下の旧幕府領（宇摩郡のうち23か村、新居郡のうち6か村、越智郡のうち8か村、桑村郡のうち10か村）は倉敷県に編入するよう指示が出されたが、当地の民心の動揺が激しいという理由で実際の事務引継ぎは行われなかった。同年4月14日、廃藩置県に際して当地は丸亀県に所属することとなり、10月3日に高知県から派遣された官吏は丸亀県の官吏に事務引継ぎを行った（廃藩置県の際の幕府領として、宇摩・新居・桑村・越智・風早の5郡50か村2万4000石余という記述もある）。ところが11月15日に行われた県の統合（第1次府県統合）によって当地は松山県（明治5年（1872年）2月に石鐵県に改名）所属に移された。
明治5年（1872年）3月2日に石鐵県が開庁すると、丸亀県派出官吏（権少属）小崎一義らは、当地の事務を石鐵県参事の本山茂任に引き継いだ。